# ABET
ABET (englisch Accreditation Board for Engineering and Technology, Inc.) ist eine nichtstaatliche Organisation, die postsekundäre Bildungsprogramme in den Bereichen Naturwissenschaften, Informatik, Ingenieurwesen und Ingenieurtechnik akkreditiert.

## Geschichte
ABET wurde im Jahr 1932 als American Engineers' Council for Professional Development von den nachfolgenden Organisationen gegründet:
- American Society of Civil Engineers (ASCE),
- American Institute of Mining and Metallurgical Engineers (heute American Institute of Mining, Metallurgical, and Petroleum Engineers),
- American Society of Mechanical Engineers (ASME),
- American Institute of Electrical Engineers (heute Institute of Electrical and Electronics Engineers),
- Society for the Promotion of Engineering Education (heute American Society for Engineering Education),
- American Institute of Chemical Engineers (AIChE) und
- National Council of State Boards of Engineering Examiners (heute National Council of Examiners for Engineering and Surveying).

Das ECPD wurde gegründet, um ein „gemeinsames Programm zur Förderung der Ingenieurwissenschaften als Beruf“ zu schaffen, entwickelte sich jedoch zu einer Akkreditierungsagentur, die 1936 ihren ersten Ingenieurstudiengang und 1946 ihren ersten Studiengang für Ingenieurtechnik bewertete. Bis 1947 wurden 580 Studiengänge an 133 Einrichtungen akkreditiert.
Im Jahr 1980 änderte das ECPD seinen Namen in Accreditation Board for Engineering and Technology, Inc. und firmiert seit 2005 als ABET. 1985 half ABET bei der Gründung des Computing Sciences Accreditation Board (CSAB), das heute mit über 300 Programmen eine der größten Mitgliedsgesellschaften von ABET ist.
Der Fokus der Akkreditierungen liegt in den Bereichen Naturwissenschaften, Informatik, Ingenieurwesen und Ingenieurtechnik.
Die Akkreditierung erfolgt hauptsächlich in den Vereinigten Staaten, aber auch international, wie z. B. den Vereinigten Arabischen Emiraten. Derzeit sind 4.307 Studiengänge akkreditiert, die sich auf 846 Einrichtungen in 41 Ländern verteilen. Die ABET-Akkreditierung ist von der Internationalen Organisation für Normung gemäß ISO 9000:2015 zertifiziert.

## Mitglieder
ABET umfasst 35 Berufs- und Fachverbände aus den Bereichen angewandte Wissenschaft, Informatik, Ingenieurwesen und Ingenieurtechnik.
- AAEES – American Academy of Environmental Engineers and Scientists
- AAMI – Association for the Advancement of Medical Instrumentation
- ACerS – American Ceramic Society mit dem National Institute of Ceramic Engineers (NICE)
- AIAA – American Institute of Aeronautics and Astronautics
- AIChE – American Institute of Chemical Engineers
- AIHA – American Industrial Hygiene Association
- ANS – American Nuclear Society
- ASABE – American Society of Agricultural and Biological Engineers
- ASCE – American Society of Civil Engineers
- ASEE – American Society for Engineering Education
- ASHRAE – American Society of Heating, Refrigerating and Air-Conditioning Engineers
- ASME – American Society of Mechanical Engineers
- ASSP – American Society of Safety Professionals
- AWS – American Welding Society
- BMES – Biomedical Engineering Society
- CMAA – Construction Management Association of America
- CSAB – zuvor Computing Sciences Accreditation Board
- IEEE – officially still the Institute of Electrical and Electronics Engineers
- IISE – Institute of Industrial and Systems Engineers
- INCOSE – International Council on Systems Engineering
- ISA – zuvor the Instrument Society of America, heuteInternational Society of Automation
- MRS – Materials Research Society
- NCEES – National Council of Examiners for Engineering and Surveying
- NSPE – National Society of Professional Engineers
- NSPS – National Society of Professional Surveyors
- SAE International – zuvor Society of Automotive Engineers
- SFPE – Society of Fire Protection Engineers
- SME – Society of Manufacturing Engineers
- SME-AIME – Society for Mining, Metallurgy and Exploration, Inc.
- SNAME – Society of Naval Architects and Marine Engineers
- SPE – Society of Petroleum Engineers
- SPIE – zuvor Society of Photo-Optical Instrumentation Engineers
- SWE – Society of Women Engineers
- TMS – The Minerals, Metals & Materials Society
- WEPAN – Women in Engineering ProActive Network

## Akkreditierte Programme
| Land                         | Anzahl Institute mit akkreditierten Programmen |
| ---------------------------- | ---------------------------------------------- |
| Vereinigte Staaten           | 637                                            |
| Mexiko                       | 19                                             |
| Saudi-Arabien                | 18                                             |
| Vereinigte Arabische Emirate | 15                                             |
| Peru                         | 8                                              |
| Indien                       | 7                                              |
| Philippinen                  | 7                                              |
| Kolumbien                    | 6                                              |
| Libanon                      | 6                                              |
| Türkei                       | 6                                              |
| Indonesien                   | 6                                              |
| Jordanien                    | 4                                              |
| Kuwait                       | 4                                              |
| Vietnam                      | 4                                              |
| China                        | 3                                              |
| Ägypten                      | 3                                              |
| Spanien                      | 3                                              |
| Bahrain                      | 2                                              |
| Chile                        | 2                                              |
| Palästina                    | 2                                              |
| Katar                        | 2                                              |
| Ecuador                      | 1                                              |
| Kasachstan                   | 1                                              |
| Marokko                      | 1                                              |
| Oman                         | 1                                              |
| Polen                        | 1                                              |
| Portugal                     | 1                                              |
| Russland                     | 1                                              |
| Südafrika                    | 1                                              |
| Gesamt                       | 772                                            |